# Riedlingen (stacja kolejowa)
Riedlingen (niem: Bahnhof Riedlingen) – stacja kolejowa w Riedlingen, w kraju związkowym Badenia-Wirtembergia, w Niemczech. Według DB Station&Service ma kategorię 6. Położona jest około 900 metrów na południe od starego miasta. Znajduje się na 65,2 km linii Ulm – Immendingen.

## Linie kolejowe
- Linia Ulm – Immendingen
- Linia Bad Schussenried – Riedlingen